# Foresta di Savernake
La foresta di Savernake (in inglese Savernake Forest) è una foresta reale inglese di circa 18 km² del Wiltshire che si trova tra Marlborough e Great Bedwyn nel Sud Ovest dell'Inghilterra, Regno Unito.

## Geografia

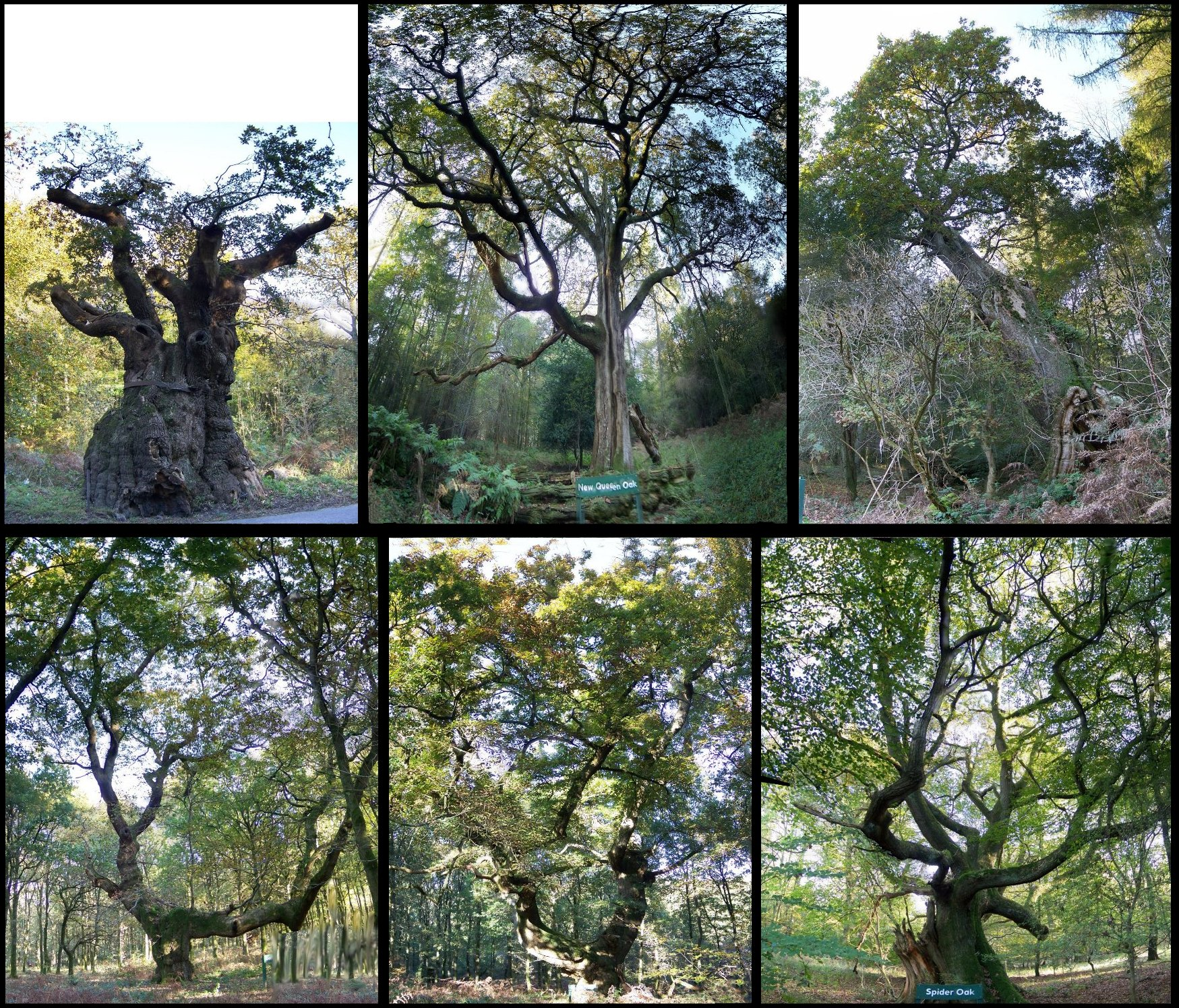
Sei alberi famosi nella foresta

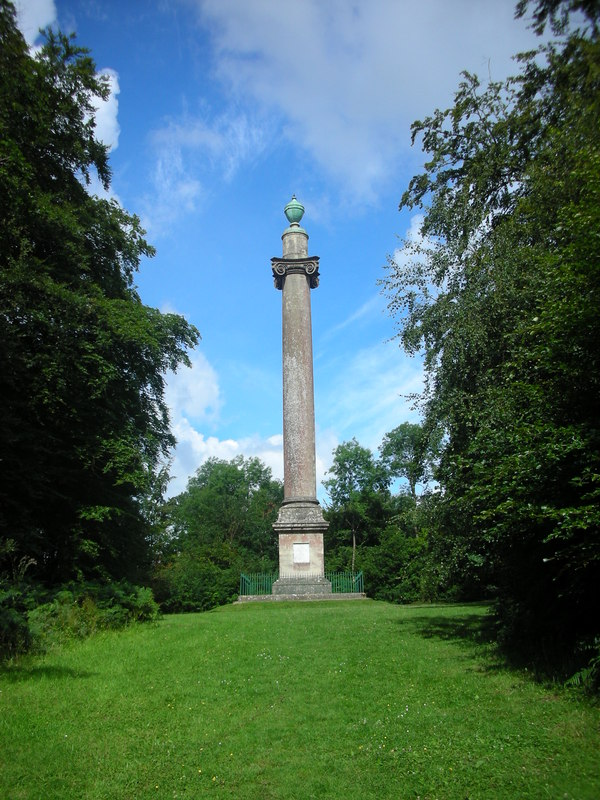
Colonna di Ailesbury

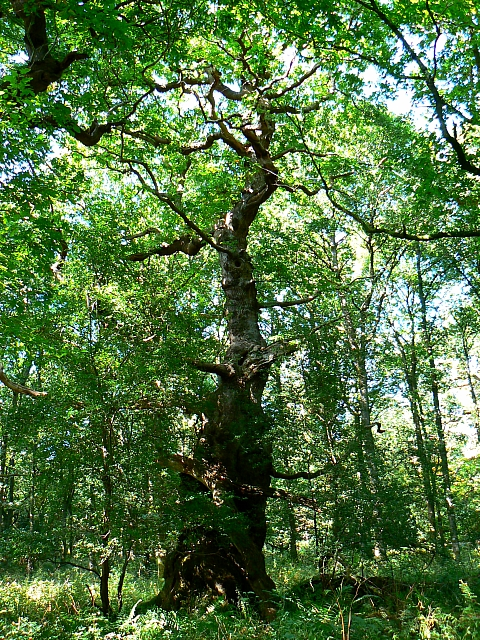
Il King Oak

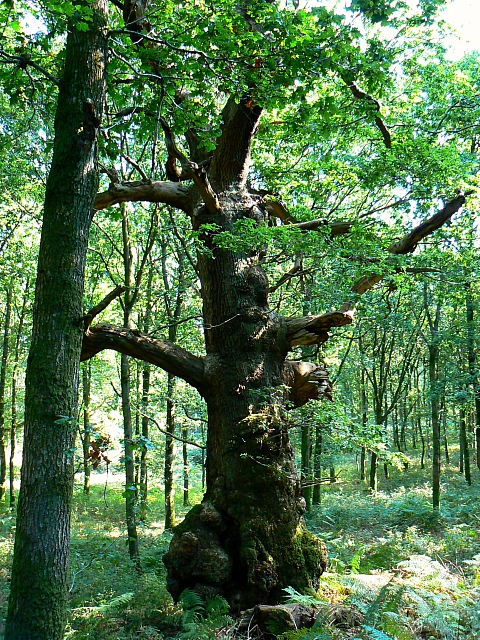
Il Queen Oak

La foresta di faggi copre circa 4.000 acri sui Downs calcarei nella contea del Wiltshire, Inghilterra. La maggior parte della superficie della foresta si trova all'interno della parrocchia civile di Savernake. 

## Storia
La foresta fu menzionata nelle opere del sovrano inglese Atelstano d'Inghilterra del 934, come Safernoc e divenne proprietà normanna dopo l'invasione dei Normanni avvenuta nel 1066. Il suo primo proprietario normanno fu Richard Estrumy, un partecipante alla battaglia di Hastings nell'ottobre 1066. Dalla conquista normanna fino al 1550 fu un'importante riserva di caccia reale britannica. Durante la prima guerra mondiale vi lavorò come volontaria per aiutare l'esercito inglese la micolaga Dorothy Cayley. Nel 1939 il bosco fu affittato alla Commissione forestale dello Stato. Durante la seconda guerra mondiale le forze armate statunitensi si accamparono nella foresta di Savernake prima dello sbarco in Normandia.

## Descrizione
La foresta di Savernake è proprietà privata del conte di Cardigan, di suo figlio visconte di Savernake e dei suoi fiduciari di famiglia. Rappresenta l'unica foresta di proprietà privata in Gran Bretagna. Gran parte dei suoi diritti di legname sono affittati alla Forestry Commission. Al centro della foresta si trova la "Grand Avenue" di Capability Brown, un viale di faggi. Questa è una strada privata tracciata alla fine del 1790 che si estende per una lunghezza di poco più di 4 miglia e figura nel Guinness dei primati come il viale più lungo in Gran Bretagna. Il bosco contiene querce secolari e faggi.

## Monumenti e luoghi d'interesse
- Tottenham Court House. Si tratta di una grande casa edificata attorno al 1825, su progetto di Thomas Cundy II per Charles Brudenell Bruce, marchese di Ailesbury. Le facciate sono in calcare bugnato e i tetti in ardesia. Si alza su due piani con un seminterrato e un piano attico nel blocco centrale. Dal 22 agosto 1966 è considerata un monumento classificato di prima categoria.[5]
- Colonna di Ailesbury. Dal 27 maggio 1964 è considerata un monumento classificato di seconda categoria.[6]

Oltre agli edifici numerosi alberi della foresta sono considerati di interesse storico e naturalistico, come ad esempio il Duke's Vaunt Oak, il King Oak e il Queen Oak.

## Nella cultura di massa
Col nome di Savernake Forest è un gioco da tavolo che richiama aspetti ecologici e naturalistici pubblicato anche in Italia, oltre che nel Regno Unito.
Nella Tottenham Court House, un edificio situato nella foresta, il gruppo rock britannico Radiohead ha preparato il suo settimo disco In Rainbows. L'ottavo disco The King of Limbs del gruppo porta il nome di una quercia secolare della foresta.

## Alcune località nelle vicinanze
- Great Bedwyn
- Marlborough
- Pewsey
- Savernake
- Wootton Rivers
- Wulfhall